# Florensia
Florensia(フローレンシア)は、韓国のゲーム開発会社NetTimeSoftが開発したMMORPGである。
2007年4月30日から世界で最初となるクローズドβテストを開始。
2007年11月1日からオープンβテストを開始。
2008年5月2日に第3次大規模アップデートを実施。
2008年12月15日から19日にシーズン2オープンテストを実施。
2008年12月22日よりフローレンシアシーズン2を開始。
2010年1月28日よりSankandoに運営移管。
2011年3月1日にサービスを休止。
2011年9月28日よりNETTSに再度運営移管。
2012年2月に「魔法航路」としてリニューアルしクローズドβテストの実施を予定していたが、サーバー構築の問題から延期され、その後も実施の見通しは立っていない。
Steamにてグローバル版がサービス中

## 概要
ファンタジーの世界がモチーフになっている。プレイヤーは4つのクラスの中の1つとなり、新たな大陸や都市・遺跡を探す冒険や、艦船による海上戦闘、貿易などを楽しめる。そのような要素としては大航海時代Onlineに近い。

## あらすじ
かつて、人々は世の中が自分達の目に見えるものだけが存在すると信じていた。その中で、海の向こうには神秘の大陸があると信じて、新しい航路を探しに旅に出た者がいた。彼らは、人間とは違った姿と生命体など、あらゆるものを発見したが、彼らが探していた神秘の大陸は見つからなかった。
だが、ある日、一群の冒険家達が遂に神秘の大陸を発見した。そこには今まで見たことがない様な動植物、更に奇異な魔力と技術の跡が残る古代遺跡があった。彼らは、この大陸が持つ強大な可能性を感じ、街に戻り自分達が見たことを伝え、新大陸に移往する人々を集めた。そして、その新大陸に王国を建設。その地に定着した彼らは大地と海に恵まれ、古代遺跡の高度な魔法と技術を研究することで、遂に浮遊都市を建造、世界に存在する全ての空と海を支配し、人間として信じられないほどの長寿を得て、幸せに暮らしていたが、徐々に平和と繁栄という名目を利用して全ての種族を支配し、統治を始めた。多くの人達は懐疑的な見方を示したが、彼らが持つ古代文明に恐れを抱いて、結局誰も逆らえなかった。
そしてある日、原因不明の巨大な災難に襲われて浮遊都市と、そこの住民達が姿を消した。その原因については、様々な推測が成されたが、実際に何が起きたのかは誰も分からなかった。同時に、今まで1つに繋がっていた巨大な海が分断され、人々は「世の中が分断された」と言い始め、次第に人々はいくつかの島で構成された小さな世界で暮らし、互いの存在を忘れていった。
そんなある日、他の種族の海に行ったという話が船員達の間で広まり始める。

## クラス
探検家
遺跡探査の能力が高いクラス。遠距離から敵を攻撃できるが、防御力は低い。
傭兵
弱い人を助けて報酬をもらうクラス。体力と防御力が高い。
貴族
生まれつき魔力をもつ魔法使い。重い防具は装備できない。
精霊使い
回復などのサポートがメインのクラス。攻撃力と防御力は低め。
・1次職
　　陸上レベル40で転職可能。海上レベルは関係しない。
転職のやり直しは原則できない。
発掘家
二丁拳銃を基本とし、ダイナマイトやトラップを駆使した範囲攻撃ができるクラス。
ただし、範囲スキルは敵の誘導を必要とする為プレイヤーの技術が必要となる。
狙撃手
長銃の扱いに特化し、強力な範囲攻撃スキルを習得できるクラス。
剣闘士
両手剣を基本とした傭兵。対単体スキルを習得。
守護剣士
盾と片手剣を装備し、高い防御力を誇る。範囲スキルも覚えるので、対ボス戦に強い。
宮廷魔術師
高火力な範囲魔法を覚える。範囲攻撃においては最強。
魔法剣士
レイピアを主眼とした魔法使い。
司祭
回復に特化していて回復や蘇生のPTスキルを習得する。
またバフも重宝するためＰＴに必須。
呪術師
攻撃魔法に特化した火力精霊。特殊な範囲スキルを覚える。
回復能力も健在のため、回復要員としても役立つ。